# Carros en la antigua China
El antiguo carro chino se usó como vehículo de ataque y persecución en los campos abiertos y las llanuras de la antigua China desde alrededor del 1200 a. C. Los carros también permitieron a los comandantes militares una plataforma móvil desde la que controlar las tropas mientras que los arqueros y soldados armados con alabardas aumentaban la movilidad. Alcanzaron la cumbre de importancia en la Época de las Primaveras y Otoños, pero fueron en gran parte superados por la caballería durante la dinastía Han.

## Historia
Las fuentes tradicionales atribuyen la invención del carro al ministro de la dinastía Xia Xi Zhong, y dice que fueron utilizados en la Batalla de Gan (甘之战) en el siglo XXI a. C.
Sin embargo la evidencia arqueológica muestra que el uso a pequeña escala del carro empezó alrededor del 1200 a. C. a finales de la dinastía Shang. Esto corrobora la propagación de la invención desde las estepas euroasiáticas hacia el oeste, por pueblos protoindoeuropeos (probablemente los tocarios) que de modo parecido habían llevado nuevas técnicas agrícolas, el caballo y la miel a través de la cuenca del Tarim hasta China. Huesos oraculares contemporáneos inscritos con el carácter 車車 revelan un vehículo de dos ruedas con forma de carro con una sola lanza para uncir los caballos.
Los carros alcanzaron su apogeo y siguieron siendo un arma potente hasta el fin del Periodo de los Reinos combatientes (471-221 a. C.) cuando al aumentar el uso de la ballesta, la infantería concentrada, y la adopción de unidades de caballería estándar y la adaptación de caballería nómada (montada por arqueros) los superaron. Los carros continuaron sirviendo como puestos de mando para oficiales durante las dinastías Qin y Han mientras carros blindados fueron también utilizados por la dinastía Han contra la confederación Xiongnu durante la Guerra Han–Xiongnu, específicamente en la Batalla de Mobei en 119 d. C. El general Wei Qing, partiendo de Dingxiang, se encontró con el ejército del chanyu Xiongnu con 80.000 efectivos de caballería. Wei Qing ordenó a sus tropas que organizaran los pesados carros blindados en una formación de anillo, creando fortalezas móviles.
Con los cambios en la naturaleza de la guerra, así como la disponibilidad creciente de razas más grandes de caballos, durante las dinastías Qin y Han (221 a. C.- 220 d. C.) el carro fue reemplazado por caballería e infantería y perdió toda importancia. En este tiempo se desarrolló el carro de doble eje como vehículo de transporte ligero y fácil de manejar. Durante la dinastía Han Oriental (25-220 d. C.) y más tarde durante el periodo de los Tres Reinos (220-280), la forma predominante fue el carro de doble eje. Este cambio se observa en innumerables tallas de piedra de la dinastía Han y en muchos modelos de cerámica dejados en las tumbas. Con el tiempo, a medida que la sociedad evolucionaba, el primer primitivo modelo de carro pre-Qin desapareció gradualmente.

## Construcción

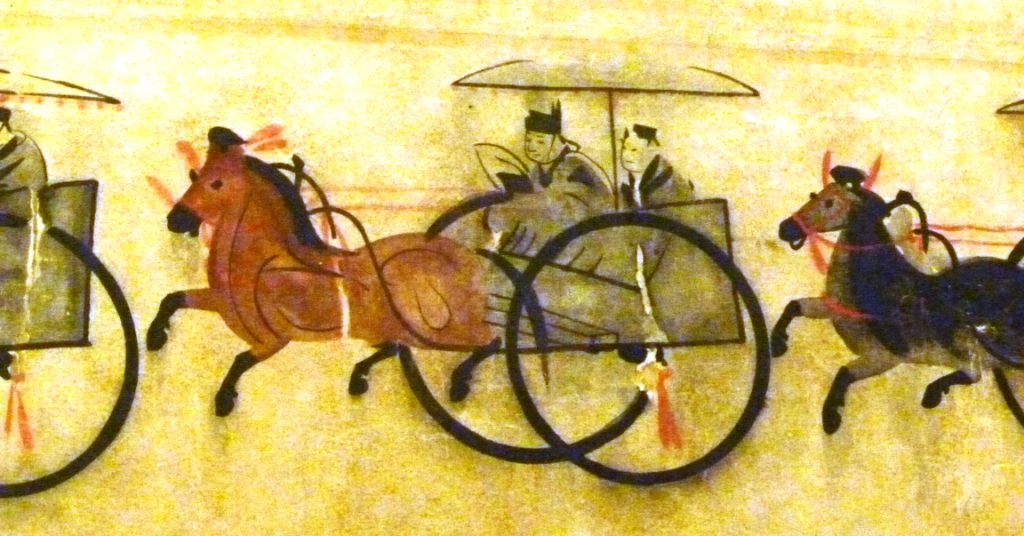
Rico terrateniente en carro. Han Oriental 25-220 d. C. Anping, Hebei.

Los carros antiguos chinos eran vehículos de dos ruedas tirados por dos o cuatro caballos con una sola lanza de tiro que medía alrededor de 3 m que originalmente era recta pero más tarde evolucionó a dos ejes curvos. En la parte delantera de la vara había una barra de tracción horizontal de aproximadamente un metro de largo con los yugos de madera sujetos, a los cuales eran uncidos los caballos. Las ruedas de madera con un diámetro de entre aproximadamente 1,2 - 1,4 m estaban montadas en ejes de unos tres metros de largo y aseguradas con un cubo de bronce. Las ruedas de la época Shang solían tener 18 radios, pero durante el período Zhou contaban entre 18 a 26. Las ruedas de la Época de las Primaveras y Otoños (siglos VIII- VII a. C.) tenían entre 25 y 28 radios. La caja del carro tenía alrededor de un metro de largo y 0,8 m de ancho con paredes de madera y una abertura atrás para proporcionar acceso a los soldados.
A finales de la Época de las Primaveras y Otoños (771-476 a. C.) se realizaron mejoras en el diseño y construcción de carros. El ángulo del extremo torcido de la lanza había aumentado levantando más la vara. Esto redujo la cantidad de esfuerzo requerido por el caballo para tirar del carro y aumentó su velocidad. El ancho de la caja de transporte también había aumentado a alrededor de 1,5 m dejando a los soldados mayor libertad de movimiento. Componentes claves como la lanza, los cubos y el yugo fueron reforzados con fundiciones de cobre decoradas, aumentando la estabilidad y durabilidad del carro. Estos carros fueron denominados “carros de oro” (金车), “carros de ataque” (攻车) o “carros de armas”.( 戎车)
El carro de guerra chino, como los carros de guerra de Eurasia, derivó su capacidad característica de actuar a alta velocidad mediante una combinación de diseño ligero junto con un sistema de propulsión que utilizaba caballos, los cuales eran los animales más rápidos disponibles.

## Tripulación y armamento

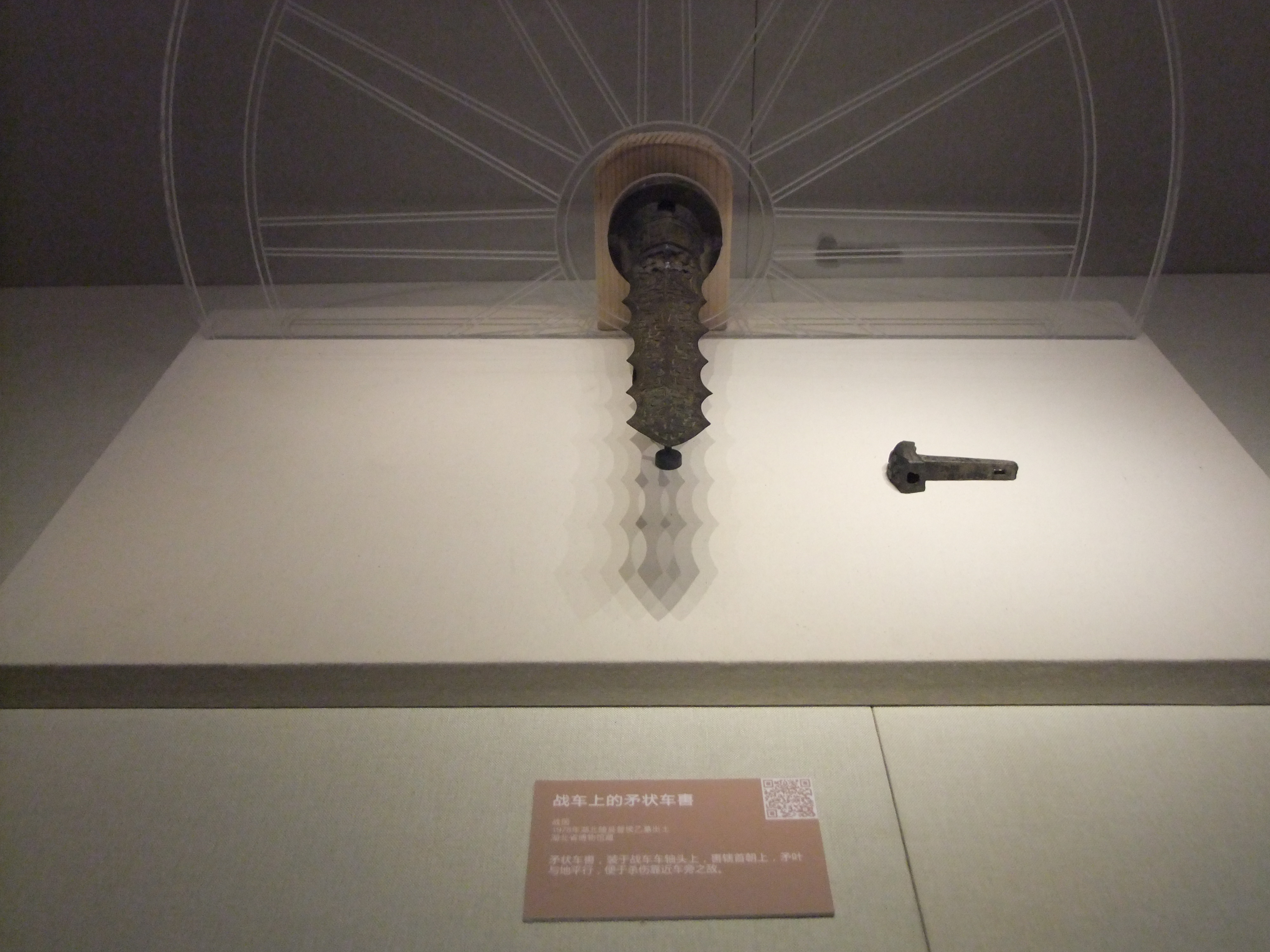
Eje de carro chino con cuchilla

Normalmente un carro llevaba tres guerreros armados con distintas tareas: uno, conocido como el carretero (御者) era el responsable de la conducción, el segundo, el arquero (射) (o a veces varios arqueros (多射) disparaban a larga distancia. El róngyòu (戎右), cuya función era la defensa de corto alcance, constituía el tercer miembro del equipo. Las armas portadas por un carro combinaban largo y corto alcance.
La más importante arma de combate cercano a bordo del carro era la daga-hacha o gē (戈), un arma con aproximadamente tres metros de largo. Al final del asta constaba un dispositivo doble: una daga afilada por un lado y un hacha por el otro. Esto era esgrimido por el róngyòu y podía ser lanzado o empujado contra el enemigo como una lanza. En la Época de la Primavera y Otoño el gē en gran parte había sido sustituido por la alabarda o jĭ (戟) que tenía una hoja de lanza al final del asta además de la cabeza de hacha y la daga.
Todos los comandantes de carros llevaban una daga de bronce para protección en el caso de que el carro se volviera inservible o un enemigo saltara a bordo del vehículo. Los soldados a bordo llevaban armaduras de cuero u ocasionalmente armadura de placas de bronce y llevaban un escudo o dùn (盾) hecho de cuero o bronce. El arquero iba armado con un arco (gōng 弓) o ballesta (nŭ 弩) para ataques a larga distancia. Los caballos de los carros también empezaron a llevar armadura durante la Época de la Primavera y Otoño como protección. Cuando el carro no participaba en una campaña militar, era utilizado como vehículo de transporte.

## Despliegue operacional
El carro era un vehículo militar grande que por su carencia de flexibilidad no era eficaz como una sola unidad de combate. Normalmente a su comandante le era encomendado un grupo de infantería o tú zù (徒卒) con los que cooperar en batalla. Durante la dinastía Zhou Occidental, diez infantes se destinaban habitualmente a cada carro, con cinco de ellos montando en el vehículo, cada uno de los cuales se denominaba escuadrón (duì 隊/队). Cinco escuadrones hacían un zhèngpiān (正偏), cuatro zhèngpiān formaban una división (shī 师) mientras cinco divisiones fueron conocidas como un ejército (jūn 军). En la Época de la Primavera y Otoño el carro era el arma de guerra principal. Junto con el aumento de efectivos militares en los ejércitos la proporción de carros en relación con el número total empezó a disminuir y el número de hombres asignados a cada carro se elevó a setenta. Esta alteración cambió fundamentalmente las tácticas de guerra.

## Combate y táctica
En la antigua China el carro de guerra fue utilizado en un papel principal desde la época de la dinastía Shang hasta los inicios de la dinastía Han (c. 1200–200 a. C.) cuando fue reemplazado por la caballería y relegado a una función secundaria. Durante un milenio o poco más, cada soldado sobre un carro había utilizado la táctica de combate particular que el uso del vehículo requería.
El combate basado en carros normalmente se desarrollaba en espacios abiertos. Cuando ambos bandos estaban frente a frente primero realizaban un intercambio de flechas o fuego de ballesta, esperando causar desorden y confusión en el enemigo. Cuando los dos adversarios se acercaban, se mantenían a aproximadamente cuatro metros para evitar las dagas con astas de tres metros de los adversarios. Sólo cuando dos carros se acercaran más se produciría una lucha real.
Con solo aproximadamente tres metros de anchura, con infantería a ambos lados, el carro era altamente inflexible como máquina de combate y difícil de dar vuelta. Con estas restricciones los adversarios podían aprovechar la oportunidad momentánea para una victoria o atrapar al adversario con un movimiento de pinza. Estas tácticas requerían luchar en formación cerrada con buena disciplina y control militar. Cuando empezó la Época de la Primavera y Otoño, se prestó más atención a la formación de la tropa según el tipo de batalla. Las unidades de carros fueron entrenadas para asegurar la coordinación con el resto del ejército durante la campaña militar.
Durante la época de Zhou Occidental, los carros eran desplegados en las llanuras en una sola línea. La infantería acompañante formaba delante, una formación amplia que negaba al enemigo la oportunidad de atacar en pinza. Cuando los dos bandos chocaban, si los carros lograban permanecer en estricta formación obtenían una buena oportunidad para rodear al enemigo. Durante esta época, el uso de esta nueva disposición determinó hasta cierto punto la diferencia entre victoria y derrota. En estas operaciones el orden unificado era importante. Los oficiales superiores utilizaban tambores y banderas para ordenar el avance y el retiro del ejército, acelerar y hacer ajustes en la formación. Aun así tales operaciones eran inherentemente muy lentas y la velocidad se vio comprometida. Además, la infantería tenía que permanecer en línea, lo que no era propicio para la persecución de los enemigos en retirada.
Un ejemplo típico de la importancia de fuerzas disciplinadas ocurrió durante el derrocamiento de los Shang por los Zhou en la decisiva Batalla de Muye en 1046 a. C. Cuando el ejército Zhou avanzó, la infantería y los carros fueron detenidos y reagrupados después de cada seis o siete pasos para mantener la formación. El ejército Shang, a pesar de su número superior, se componía en su mayor parte de tropas desmoralizadas reclutadas a la fuerza. Como resultado, las tropas no consiguieron mantenerse en formación y fueron derrotadas.
Durante la Época de la Primavera y Otoño, los carros seguían siendo la clave de la victoria. En la Batalla de Yanling en 575 a. C. entre los Estados de Chu y Jin la desorganizada naturaleza de los carros e infantería Chu provocaron su derrota. Tanto las formaciones de tropa como la flexibilidad del carro experimentaron desarrollos importantes posteriormente con la infantería adoptando una función más destacada en combate. Las tropas ya no eran desplegadas delante de los carros sino alrededor en cuatro lados aumentando la flexibilidad del vehículo. Las formaciones ya no implicaron una sola línea de carros; en cambio se esparcieron por el campo otorgándole la ventaja de la profundidad. De este modo el movimiento del carro ya no se veía impedido, contrarrestando los ataques del enemigo así como proporcionando un vehículo de persecución rápido.